# Polska Izba Gospodarcza Elektrotechniki
Polska Izba Gospodarcza Elektrotechniki – organizacja samorządu gospodarczego, reprezentująca przedsiębiorstwa i placówki naukowe przemysłu elektrotechnicznego w Polsce.

## Działalność
PIGE jest organizacją samorządu gospodarczego i reprezentuje przemysł, instytuty naukowe, laboratoria, dostawców materiałów, maszyn i technologii dla przemysłu elektrotechnicznego. W izbie zrzeszonych jest ok. 80 przedsiębiorstw, m.in. producentów kabli i przewodów, osprzętu instalacyjnego, silników elektrycznych i transformatorów, osprzętu odgromowego, opraw oświetleniowych i źródeł światła, aparatury elektrycznej.
Izba jest członkiem Krajowej Izby Gospodarczej oraz CEMEP w Brukseli, a do roku 2016 była członkiem europejskiej organizacji przemysłu elektromaszynowego ORGALIME w Brukseli.
Działalność Izby opiera się na trzech płaszczyznach: międzynarodowej, szkoleniowej i lobbingowej. PIGE zajmuje się m.in. opiniowaniem modyfikacji polskiego prawa gospodarczego, współpracuje z Urzędem Ochrony Konkurencji i Konsumentów oraz Głównym Urzędem Nadzoru Budowlanego w nadzorze rynku wyrobów elektrycznych, wspiera działania marketingowe i eksportowe polskich producentów, prowadzi szkolenia zawodowe

## Sekcje branżowe
- Sekcja producentów i importerów kabli i przewodów
- Sekcja producentów i importerów osprzętu instalacyjnego i odgromowego, aparatury oraz narzędzi dla elektromonterów
- Sekcja producentów i importerów silników, przekształtników, transformatorów i agregatów prądotwórczych
- Sekcja producentów i importerów maszyn, materiałów i narzędzi dla przemysłu elektrotechnicznego
- Sekcja instytutów naukowo-badawczych i laboratoriów certyfikowanych

## Historia
Izbę Gospodarczą Przemysłu Elektrotechnicznego IGPE założono 12 grudnia 1991 z potrzeby integracji środowiska producentów wyrobów elektrotechnicznych po transformacji ustrojowej. Miała ona siedzibę w Warszawie w Instytucie Elektrotechniki przy ul. Pożaryskiego 28. W 1993 lista członków IGPE liczyła 106 przedsiębiorstw.
27 lipca 2010 Polska Izba Gospodarcza Przemysłu Elektrotechnicznego przyjęła nowy statut, przenosząc siedzibę z Warszawy do Bydgoszczy oraz zmieniając nazwę na Polska Izba Gospodarcza Elektrotechniki (PIGE). Jednocześnie włączyła w swoje struktury zlikwidowane Stowarzyszenie Producentów Kabli i Osprzętu Elektrycznego (zał. 2003 w Bydgoszczy).